# Sankt Peter-Freienstein
Sankt Peter-Freienstein est une commune autrichienne du district de Leoben en Styrie.